# ジョージ・ウィリアムズ (1995年生のサッカー選手)
ジョージ・クリストファー・ウィリアムズ（George Christopher Williams、1995年9月7日  - ）は、イングランド・ミルトン・キーンズ出身のプロサッカー選手。元ウェールズ代表。ポジションは、フォワード。

## クラブ経歴

### MKドンズ
2011年9月12日、FAカップ・ナントウィッチ・タウンFC戦でトップチーム初出場・初ゴール。16歳2ヶ月5日のクラブ史上最年少出場・得点記録を樹立した。

### フラム
2012年6月14日、プレミアリーグのフラムFCに移籍。
2015年2月16日、2014–15シーズン終了までのレンタル契約でMKドンズに復帰。しかし前十字靭帯損傷の大けがを負ったことでレンタルを途中で切り上げフラムに復帰した。
2016年2月12日、2015–16シーズン終了までの契約でジリンガムFCにレンタル移籍。
2016年7月29日、2016–17シーズン終了までの契約でMKドンズに再びレンタル移籍。

### フォレストグリーン・ローヴァーズ
2018年6月12日、フォレストグリーン・ローヴァーズFCに移籍。

### グリムズビー・タウン
2020年8月13日、グリムズビー・タウンFCに移籍。

## 代表歴
U-17、U-19、U-21ウェールズ代表歴がある。2014年5月27日、負傷したガレス・ベイルに代わり6月4日開催のオランダとの親善試合のメンバーに招集された。同試合の70分にジョナサン・ウィリアムズと交代しA代表デビュー。